# Traditio legis

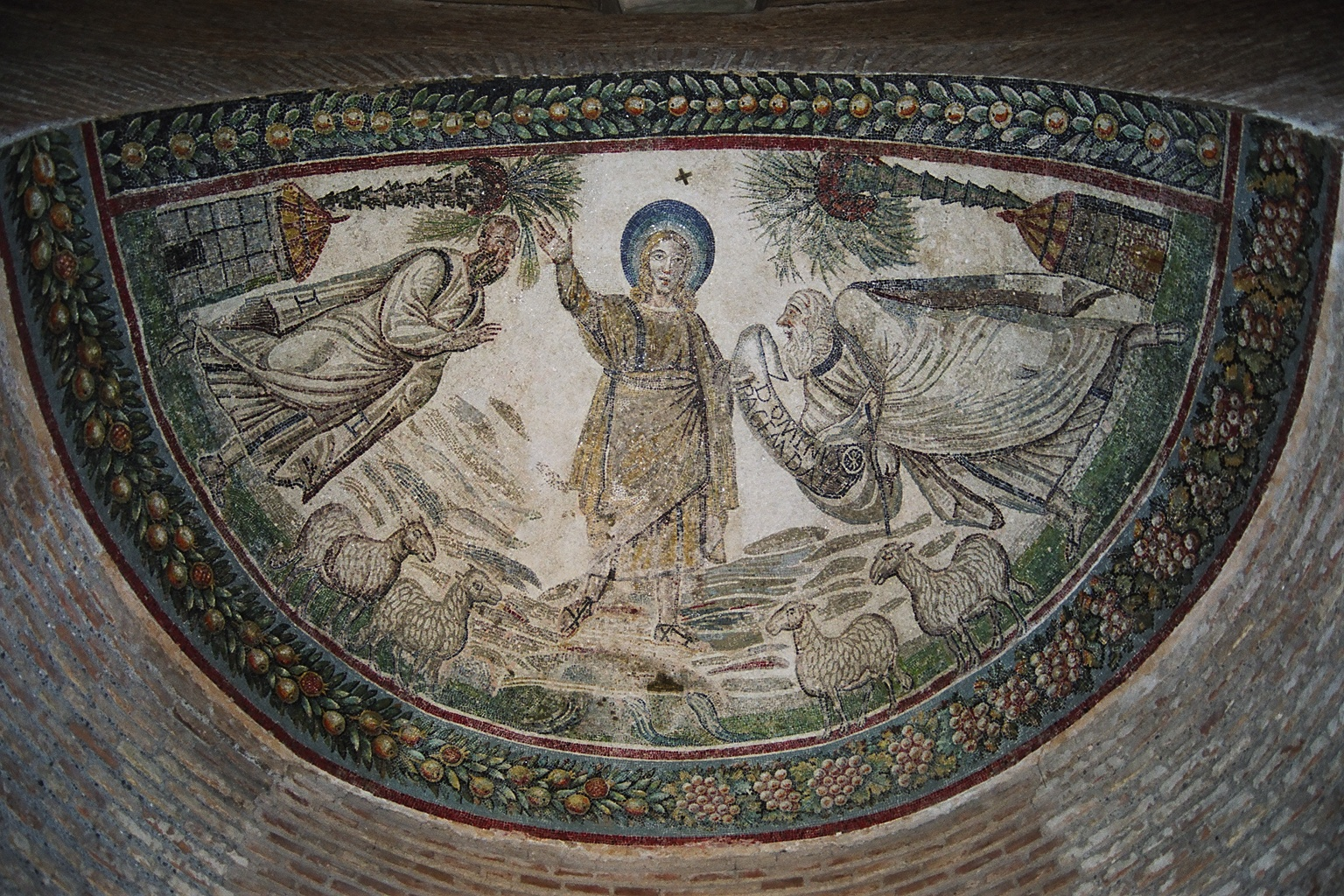
Traditio legis. Мозаика в Мавзолее св. Констанции (Рим). Около 345 г.

Traditio legis (лат. передача, вручение Закона), иначе Христос-законодатель — сюжет в иконографии раннехристианского изобразительного искусства. 
На композиции Иисус Христос изображается, как правило, безбородым, восседающим на троне или стоящим, в окружении апостолов Петра и Павла. Господь передаёт свиток апостолу Петру или (реже) Павлу. В некоторых случаях на свитке помещается надпись DOMINUS LEGEM DAT (отсюда название иконографического типа). Сохранившиеся артефакты Traditio legis (всего около 40) датируются второй половиной IV — первой половиной V вв. и имеют (за немногими исключениями) италийское происхождение.

## «Traditio legis» в памятниках раннехристианского искусства
Композиция «Traditio legis» характерна для памятников на территории Италии, однако, её истоки следует искать в восточной церкви. Предполагают, что на занавесе кивория храма Св. Софии в Константинополе времён императора Юстиниана существовала подобная композиция. Вероятно, в апсиде старой базилики Святого Петра в Риме имелось изображение Христа на троне в окружении апостолов Петра и Павла (не сохранилось).
Совершенно уникальна иконография развёрнутого типа композиции «Traditio legis» в конхе римской церкви Санта-Пуденциана. Тему предстояния Церкви Христу на Страшном суде раскрывают две женские фигуры, изображённые рядом с апостолами: святые Пракседа и Пуденциана. В центре изображён Христос в золотых ризах, восседающий на троне. По сторонам — Пётр и Павел, другие апостолы (по шесть с каждой стороны). Тему предстояния Церкви Христу раскрывают две женские фигуры, изображённые рядом с апостолами: святые Пракседа и Пуденциана. Они «символизируют Церковь от язычников, среди которых проповедовал Павел, и Церковь от иудеев, которых привёл ко Христу апостол Пётр».
Среди источников композиций Traditio legis можно назвать:  саркофаге Юния Басса (Собор Святого Петра, Рим; мраморный рельеф, 359 г.), в капелле св. Аквилина (Сан-Лоренцо-Маджоре, Милан, мозаика, конец IV в.), в крестильне св. Иоанна (Собор св. Януария, Неаполь, фреска IV в.), на саркофаге Стилихона (Базилика Святого Амвросия, Милан, мраморный рельеф, конец IV в.), в Баптистерии православных (Равенна, рельеф на стукко, V в.), на мраморном ковчежце в Национальном музее Равенны (середина V в.) и мн. др. В мозаике Traditio legis в Мавзолее св. Констанции (Рим, IV в., см. фото) надпись на свитке DOMINUS PACEM DAT — результат неграмотной реставрации. Поздний образец воплощения сюжета (дань старинной традиции) — рельеф конца XII в. на портале миланской базилики Св. Амвросия.